# Proton
Protonii (din grecescul πρῶτον = primul) sunt particule subatomice din nucleele tuturor atomilor, având masa mp = 1,673·10−27 kg și sarcina electrică pozitivă qp= e = 1,602·10−19 C. Numărul protonilor este caracteristic pentru toți atomii unui element chimic. El reprezintă numărul de sarcini nucleare Z (numărul de sarcini electrice pozitive). Numărul de protoni stabilește poziția elementului în sistemul periodic al lui Mendeleev: numărul de protoni = numărul de sarcini nucleare = numărul de ordine. Protonul este simbolizat prin p+.
Deoarece toți protonii unui atom au sarcină pozitivă și se află toți în nucleu, apare întrebarea de ce nu se resping, fenomen fizic obișnuit la particulele cu același semn al încărcăturii electrice. Răspunsul este dat de teoria cuantică a câmpului: protonii interacționează nu numai prin forța electrostatică, dar și prin forțe nucleare tari. Acestea din urmă sunt transmise de gluoni.
Protonii au fost descoperiți în anul 1919 de către fizicianul Ernest Rutherford.

## Raza sarcinii
Problema definirii razei unui nucleu este similară cu problema razei atomice, în sensul că nici atomii nici nucleul acestora nu au delimitări clare. Totuși, nucleul poate fi reprezentat ca o sferă de sarcină pozitivă pentru a analiza rezultatele experimentelor de împrăștiere a fasciculelor de electroni. Deoarece nucleul nu are limite bine definite, electronii „văd” o serie de secțiuni eficace pentru care se poate considera o medie.
Raza protonului e determinată prin împrăștierea fasciculelor de electroni pe ținte conținând hidrogen. E legată de factorul de formă al împrăștierii și de secțiunea eficace pentru transferul de impuls. Factorul de formă modifică secțiunea eficace corespunzătoare unui proton punctiform.
{\displaystyle R_{e}^{2}=-6{{\frac {dG_{e}}{dq^{2}}}\,{\Bigg \vert }\,}_{q^{2}=0}}
{\displaystyle {\frac {d\sigma }{d\Omega }}\ ={{\frac {d\sigma }{d\Omega }}\,{\Bigg \vert }\,}_{point}G^{2}(q^{2})}
Factorul de formă depinde de densitatea funcției de undă a țintei:
{\displaystyle G(q^{2})=\int e^{iqr}\psi (r)^{2}dr^{3}}
Factorul de formă poate fi scindat in factori de formă electric and magnetic. Aceștia mai departe pot fi exprimați ca o combinație lineară a factorilor de formă Dirac și Pauli.
{\displaystyle G_{m}=F_{D}+F_{P}}
{\displaystyle G_{e}=F_{D}-\tau F_{P}}
{\displaystyle {\frac {d\sigma }{d\Omega }}\ ={{\frac {d\sigma }{d\Omega }}\,{\Bigg \vert }\,}_{NS}{\frac {1}{1+\tau }}(G_{e}^{2}(q^{2})+{\frac {\tau }{\epsilon }}G_{m}^{2}(q^{2}))}
Există o discrepanță intre raza determinată cu fascicule de electroni si cea din măsurători spectroscopice cu hidrogen miuonic. Existența acestei discrepanțe e o enigmă.